# سناء (اسم)
سناء هو اسم علم مؤنث من أصل عربي، ومعناه العلو والشرف والإضاءة، ويستخدم للإناث والذكور.

## الأصل اللغوي
السّناءُ في اللغة: العلوُ والارتفاع.
وفي لسان العرب: "سنت النار تسنو سناء: علا ضوءها ... والسنا، بالقصر: الضوء. وفي التنزيل العزيز: يكاد سنا برقه يذهب بالأبصار، وأنشد سيبويه:
ألم تر أني وابن أسود، ليلة
لنسري إلى نارين يعلو سناهما
 
وسنا البرق: أضاء".

## شخصيات تحمل الاسم
- سناء أتبرور (لاعبة تايكوندو مغربية، 28 فبراير 1989 – )
- سناء الصايغ (أكاديمية فلسطينية، القرن 20 – )
- سناء العلوي (ممثلة فرنسية-مغربية.، 29 أبريل 1987 – )
- سناء إبراهيم (ممثلة سعودية، 24 يوليو 1979 – )
- سناء جميل (ممثلة مصرية، 27 أبريل 1930 – 22 ديسمبر 2002)
- سناء حمري (مخرجة أفلام مغربية، 15 نوفمبر 1974 – )
- سناء خان (21 أغسطس 1987 – )
- سناء سعيد (22 سبتمبر 1988 – )
- سناء محيدلي (14 أغسطس 1968 – 9 أبريل 1985)
- سناء مظهر (ممثلة مصرية، 17 أغسطس 1932 – 6 أغسطس 2018)
- سناء بكر يونس (ممثلة ومذيعة سعودية، 1957 - )

## وصلات خارجية
- موسوعة السلطان قابوس لأسماء العرب نسخة محفوظة 5 أبريل 2019 على موقع واي باك مشين.